# Hubert Kowalski
Hubert Kowalski (ur. 1973 w Kamieniu Pomorskim) – polski dyrygent, kompozytor, producent muzyczny, śpiewak i kontrabasista związany ze środowiskiem muzycznym przy krakowskim klasztorze Ojców Dominikanów.
Studiował dyrygenturę chóralną na Akademii Muzycznej w Krakowie. Współpracował z wieloma polskimi muzykami, takimi jak: Marcin i Lidia Pospieszalscy, Joachim Mencel, Piotr Baron, Mietek Szcześniak, Andrzej Cudzich.
Od 1993 roku współtworzy zespół Deus Meus, wykonujący współczesne gatunki muzyki rozrywkowej. Nagrał z nim 7 płyt: 
- Hej, Jezu! (1995),
- Słońce nagle zgasło (1996),
- Jezus zwyciężył (1997, z grupą Oweyo),
- Mój Jezus (1997),
- Chwała Barankowi (1998),
- Jahwe (2002),
- Wniebowianki (2012).

Zafascynował się też muzyką dawną, co zaowocowało współpracą z lutnistą Antonim Pilchem i zespołem „Bractwo Lutni”. Od 2003 r. współpracował z Chórem Polskiego Radia w Krakowie, z którym śpiewał pod batutą wielu polskich dyrygentów i kompozytorów.
W 2007 roku założył orkiestrę ICON, złożoną głównie ze studentów i absolwentów krakowskiej Akademii Muzycznej, z którą wykonuje własne kompozycje, a także muzykę filmową i rozrywkową (m.in. z grupami New Life M, Raz, Dwa, Trzy i Michałem Urbaniakiem). Prowadził też projekty UrbSymphony (muzyka M. Urbaniaka) z orkiestrą Filharmonii Łódzkiej oraz Misterium Przebaczenia z orkiestrą Orkiestrą Filharmonii Dolnośląskiej. 
Razem z m.in. Pawłem Bębenkiem aktywnie uczestniczy w działaniach Fundacji Dominikański Ośrodek Liturgiczny. Prowadzi warsztaty muzyczno-liturgiczne w całej Polsce, by poprawić jakość muzyki liturgicznej w polskich kościołach. 
Tworzy własne kompozycje, łączące różne style (muzyka filmowa, muzyka różnych epok i kultur oraz współczesna muzyka rozrywkowa). Komponuje m.in. współczesne pieśni liturgiczne i przygotowuje nowe opracowania wokalno-instrumentalne tradycyjnych pieśni Kościoła katolickiego. Poza tym aranżuje i prowadzi różnorodne nagrania, np. płyty „Z głębokości” i „Pro Life” (współczesne gatunki muzyczne), „Rosa Carmeli” (karmelitański chorał gregoriański), „Oratorium o Św. Rafale Kalinowskim”.

## Kompozycje
- „Oratorium na Boże Narodzenie”, na chór, orkiestrę, solistów i sekcję rytmiczną (premiera Kraków 2007),
- „Pasja wg Św. Jana”, na chór, orkiestrę, solistów i instrumenty perkusyjne (premiera Kraków 2008),
- musical „Zazdrosna Miłość” (jako współtwórca; premiera Kraków 2005),
- „Misterium Przebaczenia”, na chór, orkiestrę symfoniczną, solistów i sekcję jazzową (premiera Legnica 2010),
- piosenki „Podaruj czas” i „Miłość trwa”, wspierające Małopolskie Hospicjum Dziecięce.